# Warlord Games
Warlord Games Ldt. ist ein britischer Spieleverlag mit Sitz in Nottingham, der sich auf die Veröffentlichung von Tabletop-Spielen und die Herstellung von zugehörigen Miniaturen spezialisiert hat. Der Fokus von Warlord Games liegt dabei im historischen Bereich von der Antike bis zum Zweiten Weltkrieg. Es veröffentlicht aber auch Spiele im SciFi-, Fantasy- und Horror-Genre.

## Beschreibung
Warlord Games wurde durch Bolt Action bekannt und ist mittlerweile einer der größten Hersteller von Tabletop-Spielen und zugehörigen Miniaturen nach Games Workshop, betrachtet man die Anzahl der aktiv unterstützten Tabletop-Spiele, insbesondere im Bereich historischer Tabletop-Spiele.
Warlord Games hat Niederlassungen in mehreren europäischen Ländern sowie ein Vertriebsbüro in Phoenix (Arizona).
Die Website BoardGameGeek.com listet unter dem Herausgeber Warlord Games 450 Einträge für Spiele und Erweiterungen.
Teilweise ist Warlord Games nur der Herausgeber der Miniaturen zu einem Tabletop-Spiel, während die Regeln selbst von anderen Firmen herausgegeben werden. So wurde zum Beispiel das Tabletop-Spiel Judge Dredd von Mongoose Publishing herausgegeben und die Miniaturen dazu stellt Warlord Games her.
Neben Miniaturen und Tabletop-Spielen stellt Warlord Games Zubehör und Geländestücke her und verkauft auch Farben, Zubehör, Bücher und Magazine von anderen Herstellern.
Warlord Games hat eine hohe Fertigungstiefe bei ihren Spielen. Der überwiegende Teil des Prozesses (vom Spiel- und Miniaturendesign über die Modellierung der Miniaturen und den Formenbau bis hin zur Produktion und Verpackung) wird am Hauptquartier in Nottingham durchgeführt.

## Ludografie
Warlord Games veröffentlicht die folgenden Tabletop-Systeme (siehe auch Liste von Tabletop-Spielen):
- 2009 Black Powder – Battle with model soldiers in the age of the musket[4]
- 2011 Hail Ceasar
- 2012 Bolt Action von Alessio Cavatore und Rick Priestley[5]
- 2012 Pike & Shotte – Battles with model soldiers in the 16th and 17th centuries
- 2013 Judge Dredd
- 2015 Beyond the Gates of Antares von Rick Priestley
- 2016 Project Z
- 2016 Konflikt '47
- 2016 Bolt Action Second Edition von Alessio Cavatore und Rick Priestley[6]
- 2018 Cruel Seas
- 2018 Blood Red Skies
- 2018 Black Powder Second Edition von Rick Priestley, John Stallard und Jervis Johnson[7]
- 2019 SPQR
- 2019 Black Seas
- 2019 Warlords of Erehwon
- 2021 Black Powder Epic Battles
- 2022 Sláine
- 2023 Pike & Shotte Epic Battles
- 2024 ABC Warriors
- 2024 Achtung Panzer!
- 2024 Hail Caesar Epic Battles: The Punic Wars
- 2024 Bolt Action Third Edition von Alessio Cavatore[8]

Diese Liste führt nur die Grundregelwerke ohne Erweiterungen auf.
Die Herstellung der Miniaturen von Beyond the Gates of Antares und Cruel Seas wurden von Warlord Games zu Skytrex Miniatures ausgelagert.

## Geschichte
Paul Sawyer and John Stallard wurden 2007 bei Games Workshop entlassen und entschieden sich ein eigenes Unternehmen zu gründen. Am 16. Oktober wurde Warlord Games ltd. ein Nottingham eingetragen. Zu Beginn gab es keine Büroräume und Stallard und Sawyer nutzten ihre Küchentische als Arbeitsplätze. Ihr erstes Produkt war ein Kunststoff-Bausatz für Miniaturen antiker Römer. Dieses Produkt war erfolgreich und so wurde das Sortiment weiter ausgebaut.
Rick Priestley ist mit einem Anteil von 10 % ebenfalls Miteigentümer von Warlord Games und entwickelte viele der Spielregeln für Warlord Games.
Seit 2011 ist Christopher Paul Bostock Finance Director von Warlord Games und wurde am 7. Juli 2023 als 3. Geschäftsführer eingetragen. Bostock arbeitete von 2004 bis 2007 ebenfalls für Games Workshop.
2014 hatte das Unternehmen ca. 50 Mitarbeiter.
2016 veröffentlichen Warlord Games dann die 2. Edition von Bolt Action. Die Regeln wurden auch international angenommen und ins Spanische, Französische, Italienische und Deutsche übersetzt.
2018 veröffentlichte Warlord Games die 2. Edition von Black Powder, die auch ins Deutsche übersetzt wurde. Ebenfalls 2018 veröffentlichte Warlord Games das Luftkampf-Tabletop-Spiel Blood Red Skies, dessen Starter-Regeln ins Französische und Deutsche übersetzt wurden.
2020 kaufte Warlord Games die Firma Skytrex Miniatures Limited und machte den ehemaligen Partner zu einer Tochtergesellschaft. Skytrex Miniatures hat seinen Sitz ebenfalls in Nottingham und ist ein Hersteller von Tabletop-Miniaturen in verschiedenen Maßstäben, hauptsächlich als Dienstleister für andere Unternehmen, sowie von Modelleisenbahnlandschaften.
2021 übernahm Warlord Games in ein Miniaturen-Sortiment von Trent Miniatures und veröffentlichen sie unter der Tochtergesellschaft Skytrex Miniatures.
2022 lagerte Warlord Games sein Miniaturensortiment zum Spiel Beyond the Gates of Antares zu seiner Tochtergesellschaft Skytrex Minaitures aus.
Im Juli 2023 verkaufte Warlord Games 25 % seiner Anteile an Hornby für 1,25 Millionen £ mit der Option in der Zukunft die Mehrheitsanteile oder das gesamte Unternehmen zu kaufen. Ebenfalls 2023 veröffentlichte Warlord Games das Spiel Pike & Shotte Epic Battles.
2024 kündigte Warlord Games die 3. Edition von Bolt Action an, die von Alessio Cavatore entwickelt wurde.

## Auszeichnungen und Nominierungen

### Auszeichnungen
- 2012 wurde die Miniaturenlinie zu Bolt Action bei den Origins Awards als "Best historical miniature figure or line of the year" (auf dt.: Beste historische Miniatur oder Miniaturenlinie des Jahres) ausgezeichnet.[22]
- 2020 wurde die Kampagnen-Erweiterung zu Bolt Action "Bolt Action: Campaign D-Day Operation Overlord" bei den Origin Awards als "Best Historical Miniatures Game" (auf dt.: Bestes historischen Tabletop-Spiel) ausgezeichnet.[23]

### Nominierungen
- 2011 wurde Hail Ceasar bei den Origin Awards als Best Historical Miniatures Rules or Expansion (auf dt.: beste historische Regeln für Miniaturen oder Erweiterung) nominiert.[24]
- 2013 wurde Bolt Action bei den Origin Awards für Best Historical Miniature Rules nominiert.[25]
- 2017 wurde das Spiel Konflikt '47, das von Clockwork Goblin Miniatures für Warlord Games entwickelt wurde, bei den Origin Awards für das "Best Miniatures Game" nominiert.[26]

## Literarische Erwähnung
Donald Featherstone nennt in seinem 2010 erschienenen Buch Battle Notes for Wargamers die in Black Powder verwendeten Regeln als besonders geeignet für Nachstellungen bestimmter historischer Schlachten.
Die Spiele von Warlord Games, insbesondere Bolt Action und Black Powder, wurden in Tabletop Wargames: A Designers' and Writers' Handbook herangezogen, um verschiedene Punkte bei der Entwicklung von Tabletop-Spielen zu verdeutlichen.